# Igualdad moral entre combatientes

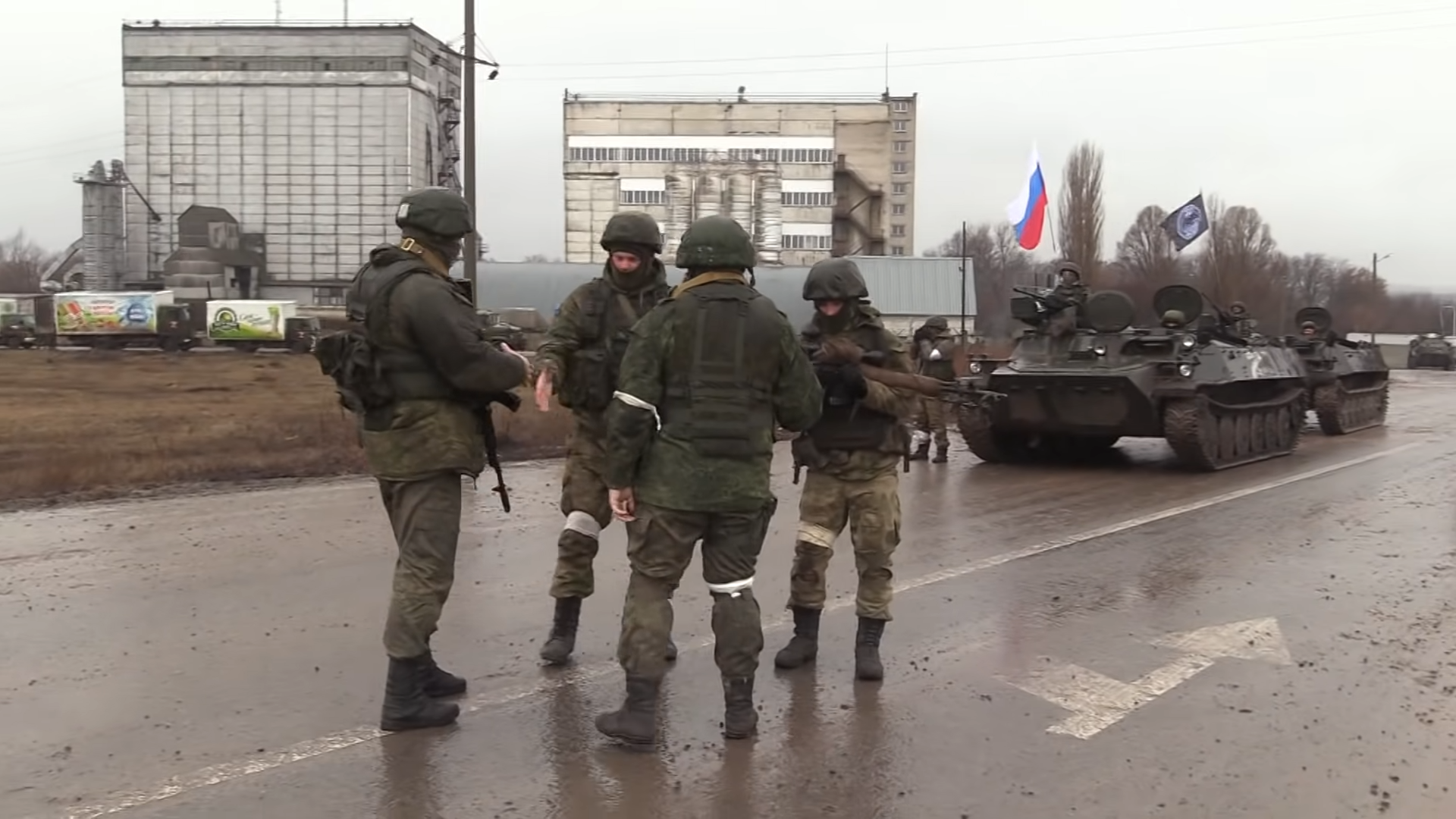
La igualdad moral de combatientes se ha citado en relación con la invasión rusa de Ucrania de 2022. Quienes se oponen a la IMC argumentan que los soldados que luchan en una guerra de agresión, como estos soldados rusos en Ucrania, están equivocados.

La igualdad moral entre combatientes (IMC) o igualdad moral entre soldados es el principio de que los soldados que luchan en ambos lados de una guerra son igualmente honorables, a menos que cometan crímenes de guerra, independientemente de que luchen por una causa justa. IMC es un elemento clave que sustenta el derecho internacional humanitario (DIH), que aplica las reglas de la guerra por igual a ambos bandos, y la teoría tradicional de la guerra justa. Según el filósofo Henrik Syse, IMC  presenta un serio dilema porque «tiene tan poco sentido práctico atribuir la culpa a los soldados individuales por la causa de la guerra en la que luchan como tiene sentido teórico considerar que los combatientes de los dos bandos son plenamente moralmente iguales».
El erudito en derecho internacional Eliav Lieblich afirma que la responsabilidad moral de los soldados que participan en guerras injustas es «uno de los problemas más difíciles de la ética de la guerra».

## Punto de vista tradicional
La IMC como una doctrina formal fue articulada en Just and Unjust Wars (1977) por Michael Walzer, aunque los teóricos anteriores de la guerra justa como Agustín de Hipona y Tomás de Aquino argumentaron que los soldados deben obedecer a sus líderes cuando luchan. Existe una disputa sobre si la teoría de la guerra justa moderna temprana promovió la IMC. Una cristalización completa de IMC solo podría ocurrir después de que se desarrollaran tanto el ius ad bellum como el ius in bello. Los defensores de la IMC argumentan que los soldados individuales no están bien ubicados para determinar la justicia de una guerra. Walzer, por ejemplo, argumenta que toda la responsabilidad de una guerra injusta recae sobre los líderes militares y civiles que eligen ir a la guerra, en lugar de soldados individuales que tienen poco que decir en el asunto.
La IMC es uno de los pilares del derecho internacional humanitario (DIH), que se aplica por igual a ambas partes, independientemente de la justicia de su causa. En el DIH, este principio se conoce como igualdad de los beligerantes. Esto contradice el principio legal de ex injuria jus non oritur de que nadie debería poder obtener beneficio de su acción ilegal. El jurista británico Hersch Lauterpacht articuló la base pragmática de la igualdad beligerante, afirmando: «es imposible visualizar la conducción de las hostilidades en las que un lado estaría obligado por las reglas de la guerra sin beneficiarse de ellas y el otro lado se beneficiaría de ellas sin estar obligado por ellas».

## Desafío revisionista
No hay equivalente a la IMC en circunstancias de tiempos de paz. En 2006, el filósofo Jeff McMahan comenzó a impugnar la IMC, argumentando que los soldados que luchan en una guerra injusta o una guerra ilegal no son moralmente iguales a los que luchan en defensa propia. Aunque no favorecen el enjuiciamiento penal de los soldados individuales que luchan en una guerra injusta, argumentan que los soldados individuales deben evaluar la legalidad o la moralidad de la guerra que se les pide que peleen, y rechazar si es una guerra ilegal o injusta. De acuerdo con la visión revisionista, un soldado u oficial que sepa o sospeche fuertemente que su bando está librando una guerra injusta tiene la obligación moral de no pelearla, a menos que esto implique la pena capital o alguna otra consecuencia extrema.
Los opositores a la IMC—a veces agrupados bajo la etiqueta de teoría revisionista de la guerra justa—no obstante, generalmente apoyan el principio de igualdad beligerante del DIH por motivos pragmáticos. En su libro de 2018 The Crime of Aggression, Humanity, and the Soldier, el erudito en derecho Tom Dannenbaum fue uno de los primeros en proponer reformas legales basadas en el rechazo de la IMC. Dannenbaum argumentó que a los soldados que se niegan a luchar en guerras ilegales se les debería permitir la objeción de conciencia selectiva y ser aceptados como refugiados si tienen que huir de su país. También argumentó que los soldados que luchan en una guerra de agresión deben ser reconocidos como víctimas en los procesos de reparación de la posguerra.

## Opinión pública
Un estudio de 2019 encontró que la mayoría de los estadounidenses respalda la visión revisionista sobre la IMC y muchos incluso están dispuestos a permitir que un crimen de guerra contra no combatientes quede impune cuando lo cometen soldados que luchan en una guerra justa. En respuesta al estudio, Walzer advirtió que las preguntas formuladas de manera diferente podrían haber llevado a resultados diferentes.

## Lectura adicional
- Rodin, David; Shue, Henry (2010). Just and Unjust Warriors: The Moral and Legal Status of Soldiers (en inglés). Oxford University Press. ISBN 978-0-19-161562-7.
- Skerker, Michael (2020). The Moral Status of Combatants: A New Theory of Just War (en inglés). Routledge. ISBN 978-0-429-28404-5.

- Datos: Q111590541